# Terrinches
Terrinches è un comune spagnolo di 924 abitanti situato nella comunità autonoma di Castiglia-La Mancia.